# 鹿谷町
鹿谷町（しかたにちょう）は静岡県浜松市中央区の町名。丁番を持たない単独町名である。住居表示実施済。

## 地理
浜松駅から北西に車で約10分のところにある。東で城北一丁目及び下池川町、西で広沢一丁目、南で高町及び松城町、北で布橋と接する。

### 学区
| 地域         | 小学校名                           | 中学校名                           |
| ------------ | ---------------------------------- | ---------------------------------- |
| 旧松城町地域 | 浜松市立中部小学校（浜松中部学園） | 浜松市立中部中学校（浜松中部学園） |
| 旧亀山町地域 | 浜松市立広沢小学校                 | 浜松市立蜆塚中学校                 |
| その他地域   | 浜松市立追分小学校                 | 浜松市立蜆塚中学校                 |

## 歴史

### 沿革
- 1882年（明治15年） - 名残町から浜松名残町に町名変更を行う。また、名残が浜松元名残町に改称する。
- 1889年（明治22年）4月1日 - 町村制の施行により、敷知郡上池川村が周辺の村と合併し、敷知郡曳馬下村となる。旧村名は曳馬下村の大字として残る[WEB 8]。また、浜松名残町及び浜松元名残町が敷知郡浜松町が周辺の町村と合併して敷知郡浜松町となる。旧町名は浜松町の大字として残る。
- 1891年（明治24年）6月11日 - 曳馬下村が曳馬村に改称する。
- 1896年（明治29年）4月1日 - 郡制の施行により、浜松町・曳馬村の所属郡が浜名郡に変更となる。
- 1916年（大正5年）5月1日 - 曳馬村の一部（大字高林の一部・大字野口・大字下池川・大字船越一色・大字中沢・大字八幡・大字上池川）が浜松市に編入される[WEB 8][書籍 1]。
- 1911年（明治44年）7月1日 – 浜松町が市制施行して浜松市となる。
- 1925年（大正14年）5月1日 -  地籍整理により、現在の鹿谷町を含む地域で町名変更などを実施。詳細は下記表を参照[書籍 2]。

| 旧町名     | 新町名   | 新町名           | 他からの編入                                       | 他への編入                           |
| ---------- | -------- | ---------------- | -------------------------------------------------- | ------------------------------------ |
| 大字元名残 | 亀山町   | かめやまちょう   | 大字名残・大字松城・大字上池川・大字下池川の各一部 | -                                    |
| 大字上池川 | 上池川町 | かみいけがわまち | 大字名残・大字高林・大字両追分の各一部             | 一部を下池川町・亀山町・名残町へ編入 |
| 大字名残   | 名残町   | なごりまち       | 大字上池川の一部                                   | 一部を上池川町・亀山町へ編入         |

- 1966年（昭和41年）5月1日 - 住居表示の実施に伴い、名残町・富塚町・和地山町の各一部を合わせて文丘町が新設される[WEB 9]。
- 1968年（昭和43年）5月1日 - 住居表示の実施に伴い、上池川町・松城町・広沢町のそれぞれ一部と名残町・亀山町を合わせて鹿谷町が新設される[WEB 9]。
- 2007年（平成19年）4月1日 - 浜松市が政令指定都市となる。鹿谷町は中区の一部となる。
- 2024年（令和6年）1月1日 - 浜松市の行政区再編により、鹿谷町は中央区の一部となる。

## 施設
- 学校法人松城幼稚園 松城幼稚園
- 浜松市犀ヶ崖資料館
- 浜松市茶室 松韻亭
- ミニストップ浜松鹿谷町店
- 真宗大谷派 普法山善正寺
- 波凝 三社神社

## 交通

### バス
- 遠鉄バス - 国道257号上に鹿谷町南（下り・郊外方向のみ）、鹿谷町停留所が設置されている。
  - 8富塚じゅんかん：安座・浜松駅行
  - 8・8-22大平台線：浜松駅行／大平台1丁目行
  - 8・8-33伊佐見線：山崎行（伊佐見小学校経由）
  - 30・31舘山寺線：浜松駅行／伊佐見橋・舘山寺町・村櫛・浜名湖ガーデンパーク行
  - 36ひとみヶ丘線：浜松駅行／湖人見団地・山崎行
  - 37大久保線：浜松駅行／田端住宅行
  - 40気賀三ヶ日線：浜松駅行／姫街道車庫・聖隷三方原病院・気賀駅前・三ヶ日車庫行（姫街道経由）
  - 41高台線：浜松駅行／花川運動公園行
  - 43引佐線：浜松駅行／聖隷三方原病院・気賀駅前（金指街道経由）
  - 45奥山線：浜松駅行／奥山行
  - 46・46-テ都田線：浜松駅行／都田車庫行（常葉大学経由）／都田駅前行（テクノ経由）
  - 47葵町医大線：浜松駅行（平日のみ運行）
  - 48和合西山線：浜松駅行／西山行（平日朝のみ運行）

### 道路
- 国道257号（姫街道）
- 浜松市道池川富塚線（国体道路）
- 浜松市道鹿谷1号線（真向坂）

## その他

### 警察
警察の管轄は以下の通りである。
| 番・番地等 | 警察署         | 交番・駐在所     |
| ---------- | -------------- | ---------------- |
| 全域       | 浜松中央警察署 | 浜松城公園前交番 |

### 消防署
消防署の管轄区域は以下の通りである。
| 番・番地等 | 消防署   | 本署/出張所 |
| ---------- | -------- | ----------- |
| 全域       | 中消防署 | 本署        |

### 指定文化財
- 犀ヶ崖古戦場（布橋にまたがる、県指定史跡）[WEB 12]

### 書籍
1. ↑  『浜松市史 三』浜松市役所、1980年3月26日、350,351頁。
2. ↑  『浜松市史 三』浜松市役所、1980年3月26日、354-356頁。

### WEB
1. ↑  “令和2年国勢調査の調査結果(e-Stat) - 男女別人口，外国人人口及び世帯数－町丁・字等” (CSV).   総務省統計局 (2022年2月10日). 2024年6月20日閲覧。
2. ↑  “chuouku_menseki.xlsx”.   浜松市 (2024年3月12日). 2024年6月20日閲覧。
3. ↑  “zissizennzi.pdf”.   浜松市. 2024年6月14日閲覧。
4. ↑  “静岡県 浜松市中央区 鹿谷町の郵便番号 - 日本郵便”.   日本郵便. 2025年2月15日閲覧。
5. ↑  “市外局番の一覧” (PDF).   総務省 (2022年3月1日). 2022年6月14日閲覧。
6. ↑  “事業所案内及び管轄地域（事務所3件、分室3件）”.   一般社団法人静岡県自動車会議所. 2024年6月14日閲覧。
7. ↑  “zissiitiran1.pdf”.   浜松市 (2024年1月1日). 2024年6月14日閲覧。
8. 1 2  “historyofcities.pdf”.   静岡県総務部合併推進室・財団法人静岡県市町村振興協会. 2024年10月17日閲覧。
9. 1 2  “zissizennzi.pdf”.   浜松市 (2024年1月1日). 2024年10月1日閲覧。
10. ↑  “浜松城公園前交番｜静岡県警察”.   静岡県警察 (2024年1月1日). 2024年6月14日閲覧。
11. ↑  “消防署の町別管轄「し」／浜松市”.   浜松市 (2024年3月21日). 2024年6月17日閲覧。
12. ↑  “しずおか文化財ナビ 犀ヶ崖古戦場｜静岡県公式ホームページ”.   静岡県 (2024年1月5日). 2025年1月3日閲覧。